# First Bank of Nigeria
O First Bank of Nigeria, às vezes chamado FirstBank, é uma multinacional bancária nigeriana de serviços financeiros com sede em Lagos. É o maior banco da Nigéria em total de depósitos e ganhos brutos. Ela opera uma rede de mais de 750 locais de negócios em toda a África, Reino Unido e escritórios de representação em Abu Dhabi, Pequim e Joanesburgo, criados para capturar negócios relacionados ao comércio entre regiões geográficas. O banco é especializado em banco de varejo e possui a maior base de clientes de varejo da Nigéria. Em 2015, o The Asian Banker concedeu ao FirstBank o prêmio de Melhor Banco de Varejo na Nigéria pelo quinto ano consecutivo.
O negócio bancário nigeriano opera nacionalmente, com uma base de clientes ativa de mais de 10 milhões e emprega mais de 7.000 funcionários. O FirstBank opera em quatro unidades estratégicas de negócios (SBUs) - Banco de Varejo, Banco Corporativo, Banco Comercial e Banco do Setor Público. Foi estruturado anteriormente como uma holding operacional antes da implementação de uma estrutura não operacional da Holding (FBN Holdings) em 2011/2012.

## Visão geral
A partir de dezembro de 2015, o Banco possuía ativos que totalizavam 3,9 trilhões de nairas nigerianos (12,2 bilhões de dólares de acordo com as taxas de câmbio de 2017). O lucro antes de impostos do Banco nos doze meses findos em 31 de dezembro de 2015 foi de aproximadamente 10,2 bilhões de nairas. A propriedade do FirstBank é diversificada, com mais de 1,3 milhão de acionistas. O banco foi fundado em 1894 e é o banco mais antigo da Nigéria. Foi convertida em empresa pública em 1970 e foi listada na Bolsa de Valores da Nigéria (NSE) em 1971. No entanto, como parte da implementação da estrutura da holding não operacional, ela foi retirada da NSE e substituída pela FBN Holdings Plc. em 2012.
O FirstBank foi nomeado "A Melhor Marca de Banco da Nigéria" por cinco anos consecutivos - 2011, 2012, 2013, 2014 e 2015 - pela revista The Banker do Financial Times Group e "Banco Mais Inovador da África" na EMEA Finanças African Banking Awards 2014.

## Subsidiárias
As subsidiárias do First Bank of Nigeria incluem o seguinte:
- FBN Bank (RDC) Anteriormente Banco Internacional de Crédito (BIC) - Kinshasa, República Democrática do Congo - (participação de 75%) é uma subsidiária do First Bank of Nigeria Limited e foi até setembro de 2014 chamada BIC, fundada em abril de 1994[5]
- FBN Bank (China) - Pequim, China - escritório de representação
- FBN Bank (Gana) - Accra, Gana - 100% de participação[6]
- FBN Bank (Guiné) - Conacri, Guiné - 100% de participação
- FBN Bank (Senegal) - Dakar - 100% de participação
- FBN Bank (Serra Leoa) - Freetown, Serra Leoa - 100% de participação
- FBN Bank (África do Sul) - Johannesburg, África do Sul - escritório de representação
- FBN Bank (EAU) - Abu Dhabi, Emirados Árabes Unidos - escritório de representação
- FBN Bank (UK) - Londres, Reino Unido - 100% de participação acionária - produtos de economia vendidos sob a marca FirstSave
- FBN Bank (UK/Paris) - Paris, França - uma filial da filial no Reino Unido
- First Pension Custodian Limited
- FBN Mortgages Limited

## FBN Holdings
Em 2010, o Banco Central da Nigéria revisou o regulamento que abrange o escopo das atividades bancárias para os bancos nigerianos. O modelo bancário universal foi descontinuado e os bancos foram obrigados a se desfazer de negócios bancários não essenciais ou a adotar uma estrutura de holding. O FirstBank optou por formar uma holding, a FBN Holdings Plc., Para capturar sinergias em seus negócios bancários e não bancários já estabelecidos. A nova estrutura resultou em uma plataforma mais forte para apoiar as ambições de crescimento futuro do Grupo, nacional e internacionalmente.
Bello Maccido, que era diretor executivo (varejo, norte) do FirstBank, tornou-se o CEO da nova empresa-mãe. Aposentou-se a partir de 31 de dezembro de 2015 e foi sucedido por Urum Kalu Eke Mfr (ex-diretor executivo, sul do FirstBank) como diretor administrativo do grupo da holding. As ações da FBNHoldings estão listadas na Bolsa de Valores da Nigéria. Os grupos de negócios da FBNHoldings são:
1. Banco Comercial - inclui o First Bank of Nigeria Ltd e todas as suas subsidiárias comerciais: FBNBank (UK) Ltd com filial em Paris, França, FBNBank RDC, FBNBank Gana, FBNBank Gâmbia, FBNBank Guiné, FBNBank Guiné-Bissau, FBNBank Serra-Leoa, FBNBank Senegal, First Pension Custodian Limited, FBN Mortgages Limited.
2. FBNQuest - FBNQuest é o nome da marca dos negócios de Banco Comercial e de Gerenciamento de Ativos da FBN Holdings Plc, que compreende o FBNQuest Merchant Bank Limited, FBNQuest Capital Limited, FBNQuest Securities Limited, FBNQuest Capital Asset Management Limited, FBNQuest Trustees Limited, FBNQuest Funds Limited e FBN Capital Partners Limited.[7][8]
3. Seguros - subsidiárias relacionadas a seguros: FBNInsurance, FBN General Insurance e FBN Insurance Brokers. O grupo de negócios oferece serviços de seguro de vida e gerais, bem como serviços de corretagem de seguros.

Em 31 de dezembro de 2015, o Grupo encerrou com um lucro bruto de N505,2 bilhões, ativos totais de N4,2 trilhões e N578,8 bilhões em patrimônio total.

## História

### Pré-independência
O FirstBank iniciou seus negócios em 1894 na então colônia britânica da Nigéria, como o Banco da África Ocidental Britânica. O banco atendia originalmente às agências britânicas de remessa e comércio na Nigéria. O fundador, Alfred Lewis Jones, era um magnata da navegação que originalmente possuía o monopólio da importação de moeda de prata para a África Ocidental através de sua companhia de navegação Elder Dempster. Segundo seu fundador, sem um banco as economias foram reduzidas ao uso de trocas e uma grande variedade de meios de troca, levando a práticas doentias. Um banco poderia fornecer um lar seguro para depósitos e também um meio de troca uniforme. O banco financiou principalmente o comércio exterior, mas concedeu pouco crédito aos nigerianos indígenas, que tinham pouco a oferecer como garantia para empréstimos.

### Pós-independência
Após a independência da Nigéria em 1960, o Banco começou a conceder mais crédito aos nigerianos indígenas. Ao mesmo tempo, os cidadãos começaram a confiar nos bancos britânicos, pois havia um mecanismo de controle financeiro "independente" e mais cidadãos começaram a patrocinar o novo Banco da África Ocidental.
Em 1965, o Standard Bank adquiriu o Bank of West Africa e mudou o nome de sua aquisição para Standard Bank of West Africa. Em 1969, o Standard Bank of West Africa incorporou suas operações na Nigéria sob o nome Standard Bank of Nigeria. Em 1971, o Standard Bank of Nigeria listou suas ações na Bolsa de Valores da Nigéria e colocou 13% de seu capital social com investidores nigerianos. Após o fim da Guerra Civil da Nigéria, o governo militar da Nigéria procurou aumentar o controle local do setor bancário de varejo. Em resposta, agora o Standard Chartered Bank reduziu sua participação no Standard Bank Nigeria para 38%. Depois de perder o controle da maioria, o Standard Chartered desejou sinalizar que não era mais responsável pelo banco e o banco mudou seu nome para First Bank of Nigeria Limited em 1979. Até então, o banco havia se reorganizado e tinha mais diretores nigerianos do que nunca.
Em 1991, o Banco mudou seu nome para First Bank of Nigeria Plc após a listagem na Bolsa de Valores da Nigéria. Em 2012, o Banco mudou novamente de nome para First Bank of Nigeria Limited, como parte de uma reestruturação que resultou na FBN Holdings Plc ("FBNHoldings"), tendo separado seus negócios comerciais de outras empresas do FirstBank Group, em conformidade com os requisitos do Banco Central da Nigéria. O FirstBank tinha 1,3 milhão de acionistas em todo o mundo, foi cotado na Bolsa de Valores da Nigéria (NSE), onde era uma das empresas mais capitalizadas e também possuía um programa de GDR (Global Depository Receipt) não listado, todos transferidos para sua Holding, FBN Holdings em dezembro de 2012.
Em 1982, o FirstBank abriu uma filial em Londres, que foi convertida em uma subsidiária, o FBN Bank (Reino Unido), em 2002. Sua expansão internacional mais recente foi a abertura em 2004 de um escritório de representação em Joanesburgo, África do Sul. Em 2005, adquiriu a FBN (Merchant Bankers) Ltd. O Paribas e o MBC International Bank Ltd, um grupo de investidores nigerianos, fundaram o MBC em 1982 como um banco comercial e se tornaram um banco comercial em 2002.
Em junho de 2009, Stephen Olabisi Onasanya foi nomeado Diretor Gerente/Diretor Executivo do Grupo, substituindo Sanusi Lamido Sanusi, que havia sido nomeado Governador do Banco Central da Nigéria. Onasanya foi anteriormente Diretor Executivo de Operações e Serviços Bancários. Aposentou-se em 31 de dezembro de 2015 e Adesola Adeduntan assumiu o cargo de diretor-gerente/diretor executivo, First Bank of Nigeria Ltd e subsidiárias a partir de 1 de janeiro de 2016, com Gbenga Shobo como diretor-gerente adjunto.

### Marcos importantes
- 1894 - Incorporada e sediada em Marina, Lagos, Nigéria, o centro comercial da África Ocidental.
- 1912 - O ramo de Calabar, o segundo ramo na Nigéria, foi aberto pelo rei Jaja de Opobo; A filial de Zaria também foi aberta como a primeira filial no norte da Nigéria.
- 1947 - O FirstBank adiantou o primeiro empréstimo de longo prazo ao governo da época colonial, seguido em 1955 por uma parceria com o governo para expandir as linhas ferroviárias.
- 1971 - Primeira listagem na Bolsa de Valores da Nigéria (NSE).
- 1991 - Introduzida a primeira máquina de caixa automático (ATM) na 35 Marina, como parte de um conveniente banco on-line em tempo real.
- 1994 - Lançamento do primeiro programa de doação de universidades na Nigéria.
- 2002 - Estabeleceu o FBN UK regulado pela FSA, o primeiro banco nigeriano a possuir um banco completo no Reino Unido.
- 2004 - Lançou uma nova identidade de marca que introduziu mudanças substanciais na aparência da marca FirstBank.
- 2007 - Introduziu o software de administração de crédito Finnone como o primeiro banco na África a ser pioneiro no serviço.
- 2011 - Lançou o primeiro caixa eletrônico biométrico e caixa eletrônico na Nigéria.
- 2012 - Tornou-se um grupo subsidiário da FBN Holdings Plc.
- 2013 - Concluiu a aquisição do ativo do ICB na Guiné, Gâmbia, Serra Leoa e Gana como parte de um programa de expansão em andamento na África.
- 2014 - Iniciou, aos 120 anos, o lançamento de uma nova identidade corporativa.

## Liderança
- Presidente - Ibukun Awosika[10]
- Diretor geral/CEO - Adesola Adeduntan[11]
- Diretor Gerente Adjunto - Olugbenga Francis Shobo[12]
- Diretor Executivo/Grupo do Setor Público - Abdullahi Ibrahim[13]
- Diretor Executivo, Corporate Banking - Remi Oni[14]